# Thierry (Kabarettist)
Thierry (* 1. Juni 1921 in Berlin; † 12. Juni 1984 ebenda; richtiger Name Dieter Koch) war ein deutscher Schriftsteller, Hörspielsprecher, Radio-Moderator und Kabarettist, der vor allem als Autor und Moderator des RIAS sowie als Mitglied und Textlieferant des Berliner Kabaretts Die Stachelschweine bekannt wurde.

## Leben
Koch wuchs in Berlin auf und besuchte dort die Schauspielschule. Er gehörte in den Nachkriegsjahren zu den Gründungsmitgliedern des Kabaretts Die Stachelschweine. Von ihm stammte auch dessen Namensgebung. Bereits damals nutzte er für Auftritte in der Öffentlichkeit ausschließlich den Künstlernamen Thierry, ursprünglich ein gängiger französischer Vorname. Über Jahre arbeitete er viel mit Wolfgang Neuss, lieferte zu für dessen Soloprogramme. Für das Düsseldorfer Kom(m)ödchen schrieb er Texte zu zwei Ensembleprogrammen: „Rosen, Tulpen und Narzissen“ 1952 und „Verdummt in alle Ewigkeit“ (1954).
Seinen Lebensunterhalt verdiente er bald vornehmlich schriftstellerisch als Autor, Moderator und Satiriker für verschiedene Ensemble-Kabarett-Gruppen wie zum Beispiel die Wendeltreppe, den Ulenspiegel, das Rendez-Vous, das Reichskabarett und die Hamburger Bonbonniere. Für den Hörfunk beim Nordwestdeutschen Rundfunk (NWDR) schrieb und sprach er im Berliner Feuilleton jeden Mittwoch die Unmaßgebliche Meinung des Herrn Paschke und beim Rundfunk im amerikanischen Sektor (RIAS) betreute er als Autor und Moderator die Hörfunksendungen Bis zur letzten Frequenz und Die Rückblende. In der Rolle des „Herr Lupfhügel“ brachte Thierry jeden Sonntag mit Edith Elsholtz als „Frau Böllermann“ stilistisch geschliffene kabarettistische Kabinettsstückchen im Duo.

### Pension Spreewitz
Mit der populären Familienserie Pension Spreewitz schrieb er „ein Stück RIAS-Geschichte“. Die Serie mit dem Untertitel Kleine Geschichten im großen Berlin startete 1957 und kam auf insgesamt 150 Folgen. Die Komödien-Soap der Pension Spreewitz entstand meist in spätabendlicher Produktion. Das Stammensemble bestand aus sechs Schauspielern: Die fünf Schauspieler (Edith Schollwer als „Ottilie Spreewitz“, Ewald Wenck als „Opa Kurz“, Edith Hancke als „Gisela“, Klaus Herm als „Peter“ und Ilse Trautschold als „Martha Wurm“, Inhaberin eines Seifenladens im Hause der Pension) kamen im Anschluss an ihre Theaterauftritte ins Hörspielstudio. Die Rolle des Nachbarn „Erwin Schulze“ (der in Folge 84 „Ottilie Spreewitz“ heiratete) übernahm Thierry selbst. In jeder Folge gab es dazu Gastrollen, die meist mit bekannten Berliner Schauspielern – wie z. B. Kurt Pratsch-Kaufmann, Lotte Lieck, Rudi Stark, Erich Dunskus, Lore Braun, Otto Matthies, Nina von Porembsky, Hans Stiebner, Achim Strietzel, Herbert Weißbach, Hans Nerking, Gerd Vespermann, Georg Gütlich, Marianne Pohlenz, Hans Hermann Schaufuß, Erich Fiedler, Ernst Jacobi, Inge Landgut, Karl-Heinz Meienburg, Otto Braml, Lutz Moik, Gudrun Wenger, Albert Johannes, Maria Hofen, Ilse Kiewiet, Dorle Hintze, Herbert Wilk, Agnes Windeck, Heinz Lausch, Nora Brandt, Wolfgang Neusch, Lisl Tirsch, Charlotte Ander, Klaus Krauleidis, Beate Hasenau, Inge Wolffberg, Theodor Rocholl, Karl Haas, Reinhard Kolldehoff, Willi Rose, Joachim Röcker, Sigurd Lohde, Ruth Nimbach, Manny Ziener, Ingeborg Wellmann, Liane Croon, Lu Säuberlich, Hans-Albert Martens, Gerd Holtenau, Lilli Schoenborn, Erich Kestin, Alexander Welbat u. v. a. – besetzt waren.

## Hörspiele

### Als Autor und Sprecher
- 1957: Mit Krausens in' n Ferien (ein Herr Lupfhügel) – Regie: Ivo Veit (RIAS Berlin)
- 1957–1964: Pension Spreewitz (Erwin Schulze) – Regie: Ivo Veit (150 Folgen) (RIAS Berlin)
- 1965: So ein kleiner Lump! (Erzähler) – Regie: Rolf von Goth (SFB)